# Minerální voda Ejn Gedi
Minerální voda Ejn Gedi (hebrejsky עין גדי‎) je značka izraelské balené vody. Výroba začala roku 1997 a stala se třetí nejprodávanější balenou vodou v Izraeli. Používá se voda získaná z národního parku Ejn Gedi. Firma patří kibucu Ejn Gedi a společnosti Jafa-Tabori.
Před pár lety se uskutečnil pokus o bojkot minerální vody z důvodu obav o vyschnutí oázy Ejn Gedi.